# Alda do Espírito Santo
Alda Neves da Graça do Espírito Santo (São Tomé e Príncipe 30 de abril de 1926 - 9 de Março de 2010), conhecida como Alda do Espírito Santo, foi uma escritora e poetisa de língua portuguesa.

## Biografia
Quando São Tomé e Príncipe conseguiu a independência de Portugal em 1975, ela ocupou vários altos cargos no governo como; Ministra da Educação e Cultura, Ministra da Informação e Cultura, Presidente da Assembleia Nacional e Secretária-Geral da União Nacional de Escritores e Artistas de São Tomé e Príncipe.
Ela é também autora da letra do hino nacional, Independência total.
É autora dos livros de poemas “O Jogral das Ilhas”, de 1976, e “É nosso o solo sagrado da terra”, de 1978.

## Obras Seleccionadas
Entre as suas obras encontram-se:
- O Jogral das Ilhas (1976) [4]
- É nosso o solo sagrado da terra (1978) [5]
- Mataram o rio da minha cidade (2003)
- Cantos do solo sagrado (2006)
- O coral das ilhas (2006)
- Mensagens do solo sagrado (2006)
- Mensagens do canto do Ossobó  (2008)
- Tempo universal (2008)
- O relógio do tempo (2008)